# Jamaica Inn (café)
Jamaica Inn is een bekende monumentale herberg in het Engelse graafschap Cornwall.
Een gelijknamige roman van Daphne du Maurier uit 1936 speelt zich af in en rond deze plaats, waarmee het bekend is geworden.
Alfred Hitchcock maakte er in 1939 een verfilming van. Later (1983, 2014) zijn er een Britse televisieseries over gemaakt. 
Jamaica Inn is gebouwd in 1750 en heeft een associatie met smokkel. Het diende als ontmoetingsplaats en opslagplaats voor smokkelwaar.
Plaatselijk is een klein smokkelaarsmuseum ingericht.
De naam komt van de familie Trelawney, waarvan twee leden (Edward Trelawny 1738–1752 en Sir William Trelawny 1767–1772) gouverneur van Jamaica waren in de 18e eeuw.
De gelegenheid ligt midden in natuurpark Bodmin Moor vlak langs de A30.

## Externe link

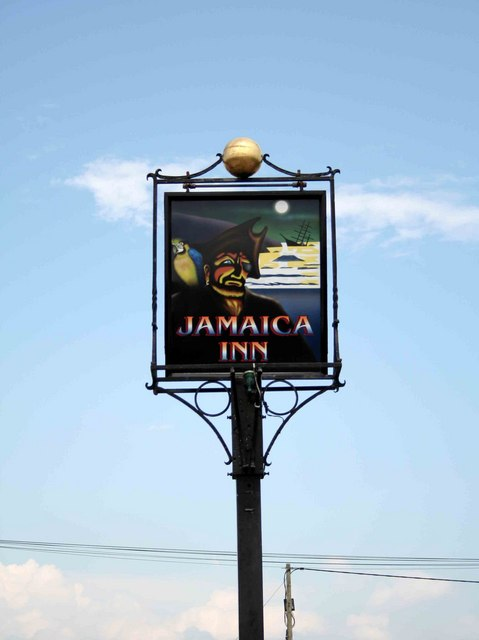
Pub bord
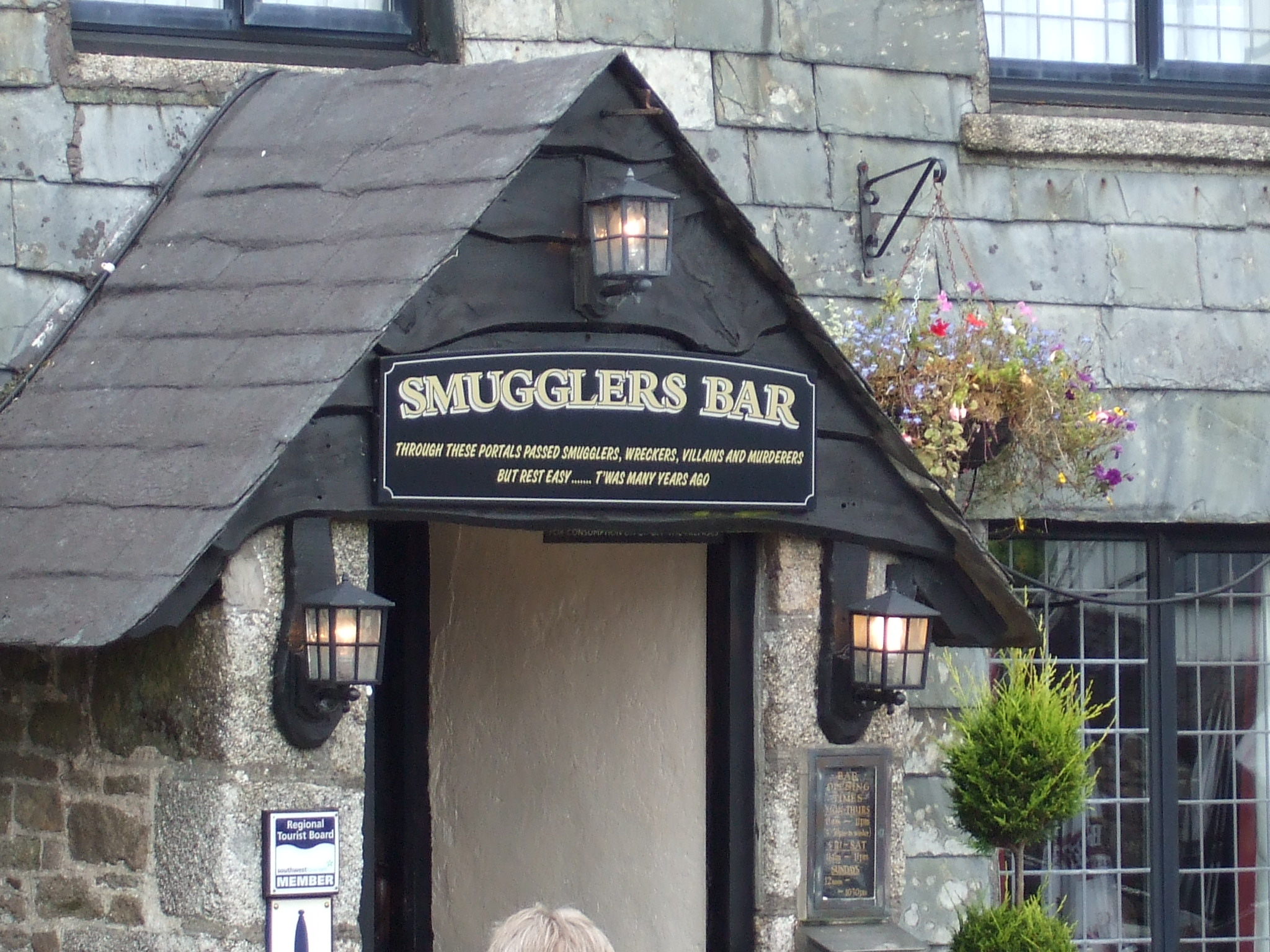
Entree - Museum van de Smokkelaar
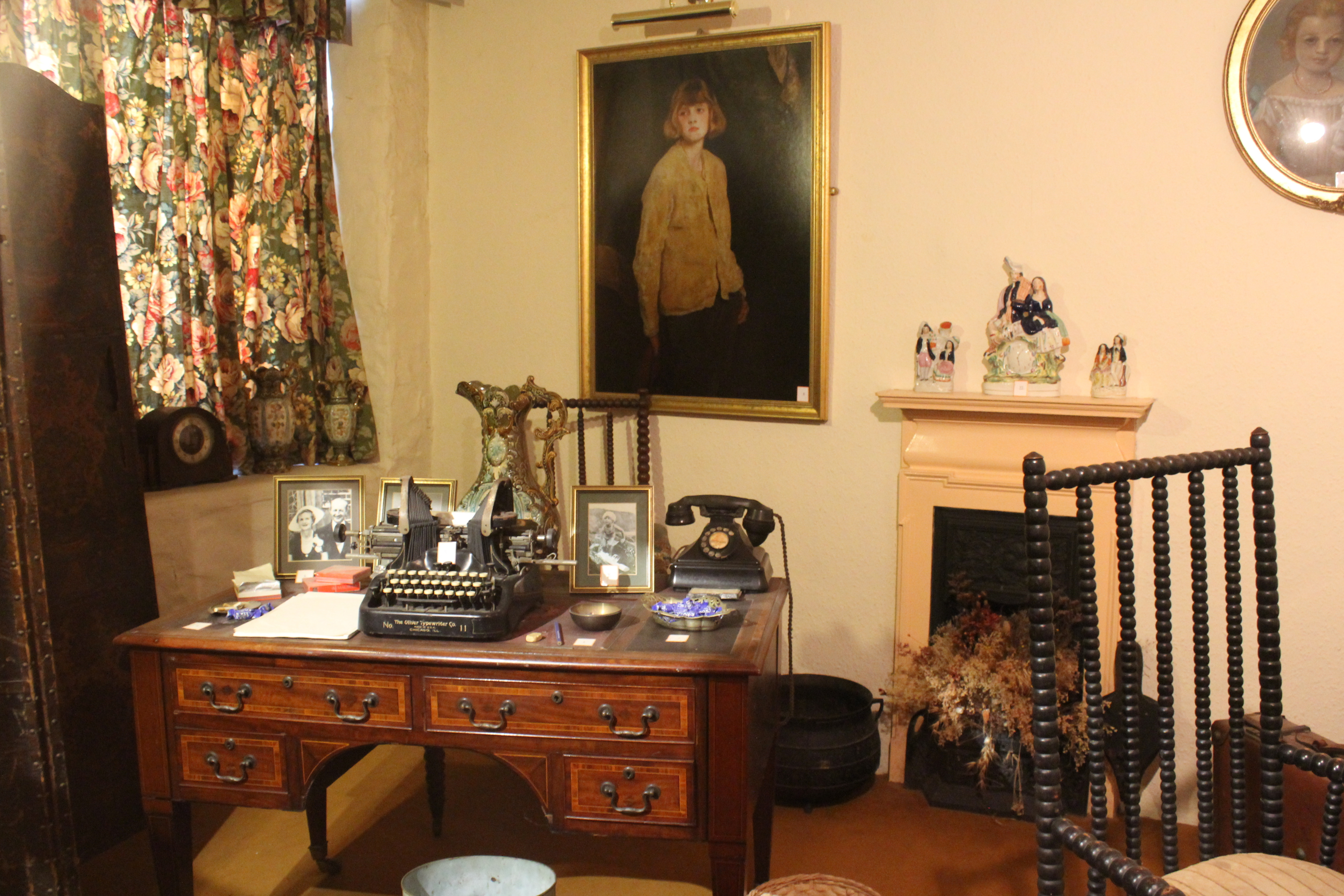
Reconstructie van het bureau van Daphne du Maurier